# Joropo

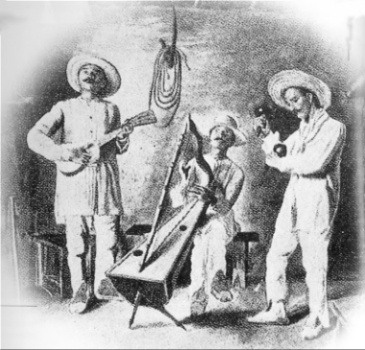
Il·lustració d'Eloy Palacios mostrant una banda interpretant joropos vers l'any 1912.

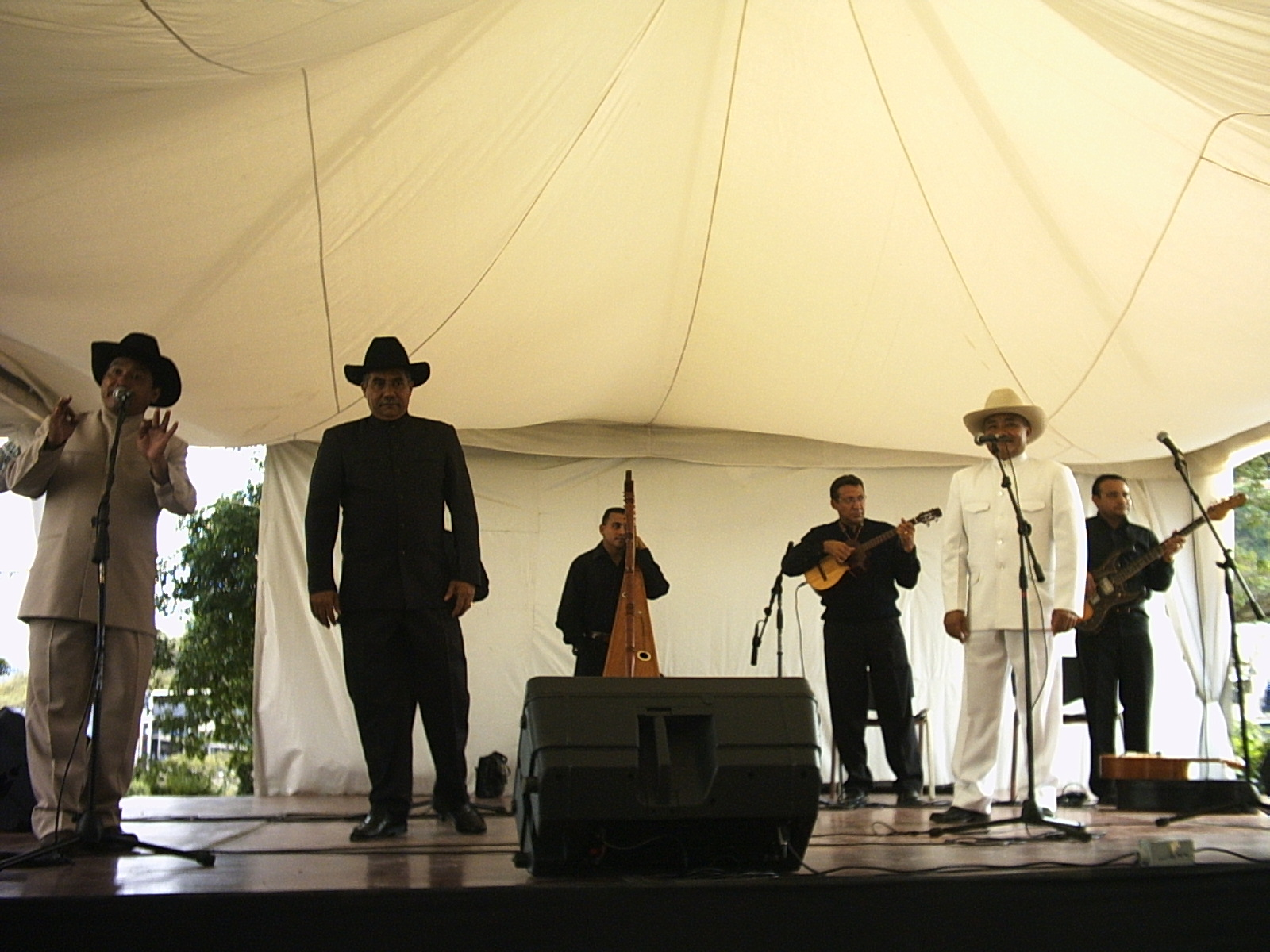
Una banda de música contemporània interpretant joropos a Caracas, Veneçuela.

El joropo és un ball de Veneçuela i Colòmbia que s'interpreta amb cuatro, arpa llanera, maracas, guitarres, etc. Té influència africana i hispanoàrab, emparentat amb els jarabes mexicans i el galerón de la zona caribenya.
S'escriu en 3/4 encara que una de les guitarres segueixi un 6/8.
En la dansa, la dona segueix l'home, que es mou amb llibertat. Com en altres balls amb influència africana, es pot considerar un ball de dissociació.

## Intèrprets que conreen aquesta música de ball
- Jorge Guerrero
- Reynaldo Armas
- El Carrao de Palmarito
- Simón Díaz
- Scarlet Linares
- Reina Lucero
- Cristina Maica
- Eneas Perdomo
- Freddy Salcedo
- Luis Silva
- Cristóbal Jiménez
- Roberto Ruscitti
- Ángel Custodio Loyola
- Francisco Montoya
- Rafael Martínez Arteaga
- Orlando "Cholo" Valderrama
- Juan Farfán
- Aries Vigoth
- Luis Ariel Rey
- diego soler
- Miguel Ángel Martín
- Aldrumas Monroy
- Elda Flórez